# Nguyễn Thái Sơn
Nguyễn Thái Sơn (1927-1970) là một nhà cách mạng Việt Nam.

## Thân thế sự nghiệp
Ông sinh năm 1927 tại thôn An Phú, xã Quỳnh Hải, huyện Quỳnh Côi (nay là huyện Quỳnh Phụ), tỉnh Thái Bình.
Năm 1945, Cách mạng Tháng Tám nổ ra, ông tham gia và bắt đầu hoạt động cho phong trào Việt Minh.
Năm 1948, ông được cử vào Nam công tác, được giao nhiều nhiệm vụ quan trọng, ông đều hoàn thành.
Năm 1954, ông được phân công ở lại miền Nam làm Bí thư Tỉnh ủy Cần Thơ. Từ đó, ông lấy bí danh là Bảy Bình.
Năm 1959, ông là Thường vụ Khu ủy Sài Gòn – Gia Định. 
Tháng 01 năm 1970, trong một đợt công tác Bến Tre, ông bị địch bao vây tại xã Phú Túc, huyện Châu Thành. Ông đã hi sinh trong trận chiến đấu ngày 30/01/1970..

## Vinh danh
Tên ông được đặt cho một ngôi trường ở Quận 3, Tp Hồ Chí Minh  và một con đường ở quận Gò Vấp, Tp Hồ Chí Minh .